# Mano cornuta

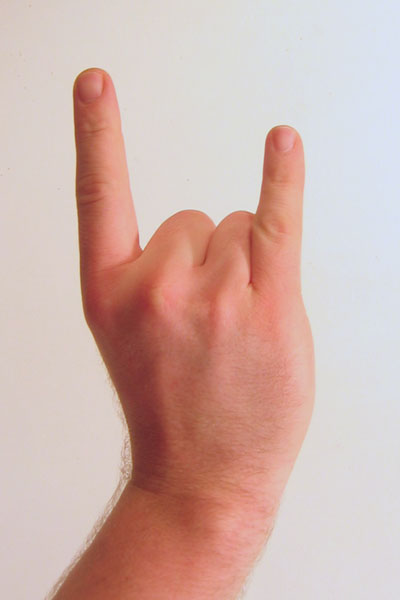
La mano cornuta.

La mano cornuta es un gesto de manos que mezcla diversas tradiciones y supersticiones populares en Italia. También es un gesto de defensa en el hinduismo y el budismo, aunque se conoce popularmente por estar asociado desde hace décadas al heavy metal y, por consiguiente, a toda la subcultura que gira en torno a dicho género musical.
El músico de heavy metal Ronnie James Dio, principal responsable de difundirlo entre los metaleros, heredó el gesto de su abuela católica italiana, que lo usaba para ahuyentar el mal de ojo.

## Interpretaciones

### Significado espiritual y supersticioso
En el hinduismo, el gesto se conoce como Apana yogic mudra. En el budismo, se ve como un gesto apotropaico usado muy comúnmente por Buda Gautama, conocido como Karana Mudra, lo cual es sinónimo de expulsión de demonios y remover obstáculos como enfermedad o pensamientos negativos.
El uso apotropaico del gesto se puede encontrar también en prácticamente todas las culturas mediterráneas; cuando ocurren eventos desafortunados o estos simplemente se mencionan, el gesto se da para mantener alejada a la mala suerte. Se utiliza también de forma tradicional para mantener fuera al «mal de ojo» (malocchio en italiano).

### Como un insulto u ofensa
En el Mediterráneo, el gesto se usa con el dedo índice y meñique hacia arriba, mientras que el resto se mantienen cerrados, y su significado puede tomar una connotación ofensiva si se hace de forma agresiva o con un movimiento oscilante, puesto que es un modo de insinuar que la persona que se tiene enfrente es un «cornudo», o, lo que es lo mismo, que está siendo víctima de una infidelidad por parte de su pareja sentimental.

### En la sociedad
La mano cornuta no debe ser confundida con el símbolo «te amo» utilizado en la lengua de signos estadounidense, que se lleva a cabo extendiendo el dedo pulgar, o con la señal de shaka utilizado en Hawái, que se hace extendiendo solamente el pulgar y el meñique.
También puede significar disgusto por el sistema o por una sociedad, ya que este símbolo fue usado por muchos jóvenes durante la revolución juvenil de los años 70 y 80, dando a conocer que estaban en contra de lo que el sistema les exigía, de lo establecido.

### En la música

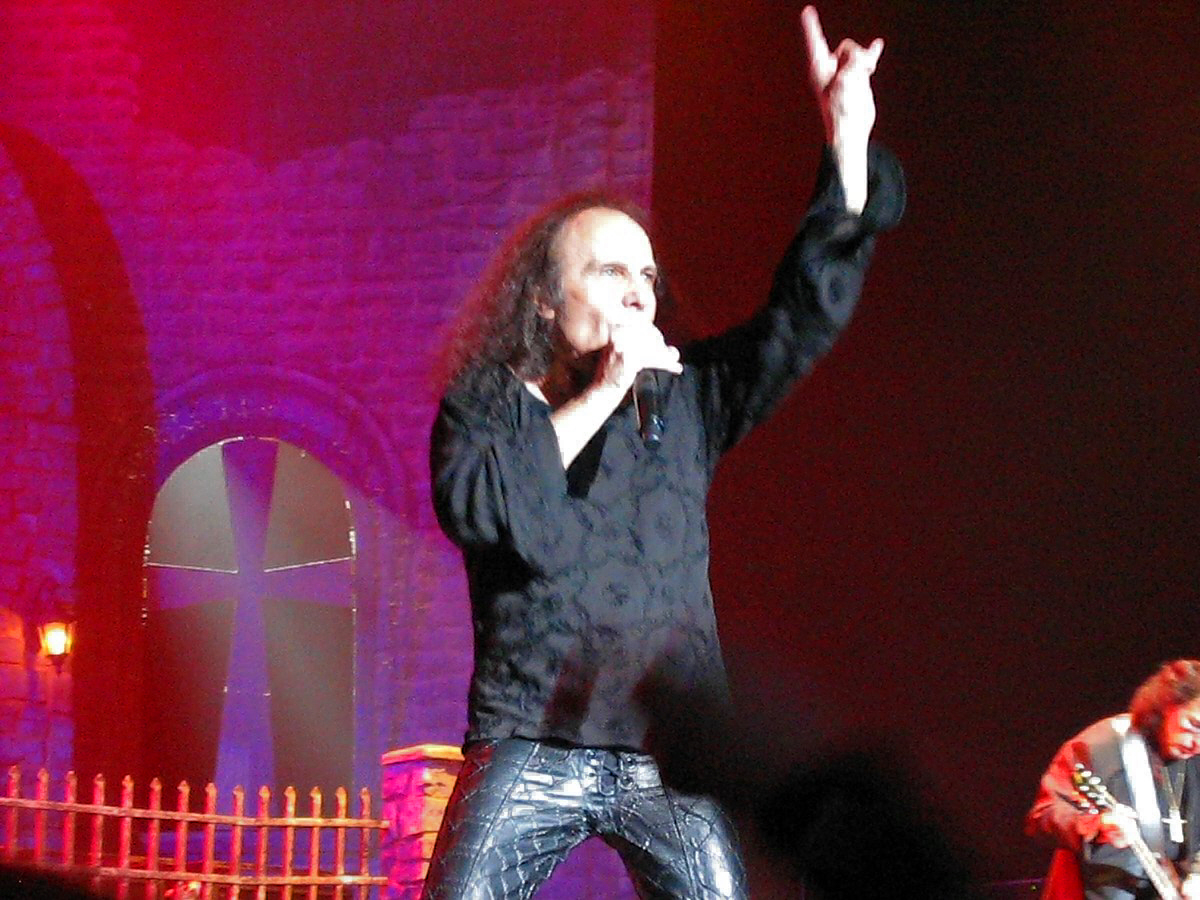
Ronnie James Dio haciendo el gesto en concierto con Heaven and Hell en 2007.

En dos de las primeras apariciones de la mano cornuda en la música puede verse en la portada del álbum de The Beatles Yellow Submarine, y en la contraportada del álbum Witchcraft Destroys Minds & Reaps Souls de la banda Coven, ambas del año 1969. En la primera, John Lennon hace el gesto sobre la cabeza de Paul McCartney, detalle que algunos fanes interpretaron como una de las supuestas pistas que indicaban que McCartney había muerto años atrás. Sin embargo, la caricatura está basada en varias fotografías de Lennon realizando el signo en 1967, dos años antes de la publicación del álbum.
En la segunda se puede apreciar en la contraportada a dos de sus integrantes realizando dicho gesto con una mano a cada extremo situando a la vocalista Jinx Dawson en medio de la imagen con ambos brazos extendidos, teniendo en frente una mesa con indumentaria ocultista, siendo estas portada y contraportada dos de las primeras apariciones de la mano cornuda en la música.
Sin embargo, el 30 de noviembre de 1945, en la película Un día con el diablo, el actor mexicano Cantinflas ya había hecho el símbolo de la mano cornuda. Según esto, el primero en haber usado este símbolo dentro de la cultura popular actual habría sido dicho actor.
Su difusión y asociación al heavy metal (si bien existen precedentes de su empleo por parte de Geezer Butler en 1971 y de Gene Simmons -en su caso, más bien con el pulgar extendido, como “te amo” en lenguaje de signos- en 1974) fue gracias al cantante Ronnie James Dio en la década de 1980, cuando empezó a utilizar el signo durante la gira del álbum Heaven and Hell de la banda Black Sabbath. Según lo expresó el propio cantante, su abuela italiana le contaba que el mal de ojo, o llamado malocchio, era curado por sus ancestros con el símbolo de los cuernos o mano cornuta.
En el ámbito del metal, es utilizado por los músicos y por el público en señal de respeto hacia el otro, una demostración de agradecimiento y reconocimiento por la buena interpretación de la música. Asimismo, puede considerarse un saludo entre «metaleros».
El gesto, añadiendo el pulgar estirado (señas para «amor» o «te amo») ha sido usado por, entre otros, el artista de funk George Clinton en su época con las bandas Parliament y Funkadelic y se puede ver en las imágenes de las portadas de los discos Uncle Jam Wants You de Funkadelic y Gloryhallastoopid de Parliament.